# Месје 15
Месје 15 (М15) је збијено звездано јато у сазвежђу Пегаз које се налази у Месјеовом каталогу објеката дубоког неба.
Деклинација објекта је + 12° 10' 3" а ректасцензија 21h 29m 58,3s. Привидна величина (магнитуда) објекта М15 износи 6,3. М15 је још познат и под ознакама NGC 7078, GCL 120.